# Atelesyllis rubrofasciata
Atelesyllis rubrofasciata är en ringmaskart som beskrevs av Georges Florentin Pruvot 1930. Atelesyllis rubrofasciata ingår i släktet Atelesyllis och familjen Syllidae. Inga underarter finns listade i Catalogue of Life.